# Portrait équestre de Joachim Murat, roi de Naples
Le Portrait équestre de Joachim Murat, roi de Naples est une peinture à l'huile sur toile du peintre français néoclassique et préromantique Antoine-Jean Gros réalisée en 1812, conservée au département des peintures du musée du Louvre de Paris.

## Histoire
Joachim Murat fait réaliser plusieurs portraits équestres à son effigie, la forme la plus prestigieuse depuis l'Antiquité romaine impériale. Antoine-Jean Gros connait bien le roi de Naples qu'il a rencontré à Milan lors de la première campagne d'Italie en 1796. Le maréchal lui commande La Bataille d'Aboukir sur une toile longue de plus de neuf mètres, qui est exposée au Salon des artistes français de 1806 avant d'être transférée au Palais royal de Naples où Murat s'installe à partir de l'été 1808, quand il est élevé au trône des Deux-Siciles.
Le tableau est présenté au Salon des artistes français à Paris en 1812.
Le portrait est acquis par dation par le musée du Louvre en 1973 ;  il appartenait précédemment au prince Joachim Murat.
Simultanément à ce portrait, Gros est chargé de peindre la reddition de Capri, le projet s'arrêtant au stade de l'esquisse à la suite de la déchéance et de l'exécution de Murat en 1815.

## Description
Joachim Murat est représenté de trois-quarts, montant un cheval alezan harnaché, dans un paysage en bord de mer. Une peau de tigre est utilisée comme tapis de selle. Un volcan fumant est représenté à droite dans le lointain et une colonne de fumée à gauche.
Le roi de Naples caracole dans un uniforme chamarré où le cordon rouge de l'ordre national de la Légion d'honneur se superpose à la couleur bleue de l'ordre royal de Naples.

## Analyse
Ce portrait reflète la position ambiguë de Joachim Napoléon en tant que roi de Naples : les Bourbons chassés de Naples conservent le contrôle de la moitié du royaume, la Sicile, défendue par la flotte britannique ; les Murat ne sont à la tête que d'un État satellite de l'Empire français, dont Joachim va chercher à s'émanciper tout en maintenant sa loyauté personnelle envers Napoléon Ier.
La peau de tigre posée sur le pur-sang arabe soulevant la poussière d'une terre désertique rappelle l'illustration personnelle de Murat lors de la campagne d'Égypte ; la silhouette du Vésuve situe toutefois le tableau dans la baie de Naples. La vive canonnade en mer à gauche à l'arrière plan représente certainement l'attaque de Capri, reprise aux Britanniques en octobre 1808. Commandé à Gros en 1812, le portrait est aussi une peinture d'histoire, vecteur de propagande politique : il représente Joachim en conquérant de son propre royaume, rejouant la prise réussi de Capri pour mieux marquer celle manquée de la Sicile à l'automne 1810, faute de soutien de Napoléon.

## Exposition
Ce tableau est exposé dans le cadre de l'exposition Naples à Paris. Le Louvre invite le musée de Capodimonte au musée du Louvre du 7 juin 2023 au 8 janvier 2024.